# Hornberg (Breisgau)
De Hornberg is een berg in de deelstaat Baden-Württemberg, Duitsland. De berg heeft een hoogte van 357 meter en is een uitloper van het Zwarte Woud.